# 天国から見ていた海
『天国から見ていた海』（てんごくからみていたうみ）は、原作：青州嘉、作画：桜井優による日本の漫画作品。『月刊ドラゴンエイジ』（富士見書房）にて2005年7月号から10月号、2006年1月号にわたり掲載された。
地方から湘南･鎌倉へやって来た女性が言葉を話す不思議な猫と出会ったことから始まる、温かい心の交流と微妙な恋の行方を絡めた、ハートフル・ファンタジー。

## あらすじ
大学へ通うため上京（？）して来た野山美都は、入居しようとしたアパートで、言葉を喋る黒い猫と出会う。美都はこの猫を「クロウス」と名付けた。

## 登場人物
野山美都（のやま みと）
主人公。好きな先輩を追って緑渓大に入学して来た。純朴な性質で、世間知らずなところがある。映画好き。
クロウス
美都が入居したアパートに、強引に同居したナゾの黒猫。人間の言葉を話し、テレビを見て、マンガを読んで胡座までかく。
岸田拓（きしだ たく）
美都のあこがれの人。大学の映画研究会の先輩でもある。過去にわけありなのと、突き詰めて物事を考える性格のためか、時折表情に陰が差す。
笹川彩海（ささかわ あやみ）
美都が大学の映画サークルで出会い、最初に友人となった女性。明るくフレンドリー、実はお調子者。
成澤文江（なるさわ ふみえ）
岸田先輩の高校時代の元恋人。交通事故で死亡した。
成澤明（なるさわ あきら）
文江の弟。姉の車に同乗中、共に交通事故死。

## 設定上の考察
美都がアパートを決めるのに利用した不動産屋の主人は元宮司で、彼女に何かが憑きかけているのを察知し、「鎌倉は霊場で、未だ不思議なこともある」と語りかけるが、鎌倉を霊域とするこれらの前提は、鎌倉ものがたり等と共通する設定で、《化け猫》クロウスの出現と関わりを補強する材料になっている。

## 書誌情報
- 『天国から見ていた海』富士見書房〈角川コミックスドラゴンJr.〉、2006年3月1日初版発行[1]、ISBN 4-04-712444-3